# 하니 벤첼
하넬로레 "하니" 벤첼(독일어: Hannelore "Hanni" Wenzel, 1956년 12월 14일~)은 리히텐슈타인의 알파인 스키 선수이다. 1976년 동계 올림픽에서 회전 부문 동메달을 획득하며 리히텐슈타인 역사상 최초로 올림픽 메달을 획득했으며, 1980년 동계 올림픽 회전과 대회전 부문에서 우승하였고 활강에서도 은메달을 획득했다. 그는 이 대회에서 거둔 성공으로 대회 2관왕에 오르는 동시에 리히텐슈타인 최초의 올림픽 금메달리스트와 은메달리스트가 되었다. 또한 세계 알파인 스키 선수권 대회에서 금메달 2개, 은메달 2개, 동메달 1개를 획득하였고, 알파인 스키 월드컵에서 2회 종합 우승을 차지했다.